# Jugoslaver
Jugoslaver (bosniska: Jugoslaveni,Jугославени kroatiska: Jugoslaveni, makedonska och serbiska:  Југословени/Jugosloveni, slovenska: Jugoslovani) är en etnisk folkgrupp från det forna Jugoslavien men var även benämning på statstillhörighet för invånarna i samma land. Idag finns det endast små minoriteter av folkgruppen i länderna som ingick i det forna Jugoslavien men även i andra länder runt om i världen.
Folkgruppen jugoslaver skapades som ett alternativ till de äldre etniska folkgrupperna och för att öka sammanhållningen inom det då nyskapade landet Jugoslavien. Efter 1945 valde allt fler människor att ange sig själva som jugoslaver. Folkgruppen ökade i mängd fram till början av 1990-talet och Jugoslaviens upplösning i och med de jugoslaviska krigen. Dock uppnådde folkgruppen aldrig sådan mängd att den utgjorde någon majoritet i någon del av Jugoslavien.
Majoriteten av invånarna valde att fortsätta identifiera sig efter sina tidigare etniciteter, varav de främsta var serber, kroater, makedonier, slovener och bosniaker. Att beteckna sig som jugoslav var även vanligt bland personer med föräldrar från två olika etniska grupper i det forna Jugoslavien.
Jugoslaver, som betyder just sydslaver, var tänkt att vara en folkgrupp för samtliga folkgrupper inom Jugoslavien som till exempel ungrare, romer och albaner, men blev främst en samlingspunkt för ideologin om ett enat sydslaviskt folk. Då gick man främst efter det liknande och enligt en del gemensamma språket serbokroatiska och bortsåg från de olika religionerna, historiska, språkliga och kulturella skillnaderna.
Sydslaver är de slaver som talar sydslaviska språk och bebor huvudsakligen Balkan. Till sydslaver räknas bulgarer, makedonier, serber, bosniaker, kroater och slovener. Det finns ett stort antal sydslaviska folkgrupper som är regionala och är undergrenar av en större folkgrupp. Några exempel är bunjevci, rasciani, šokci, janjevci och gorani.